# Hospital Universitario Virgen de las Nieves
El Hospital Virgen de las Nieves (popularmente conocido como Ruiz de Alda, su anterior denominación) es una infraestructura sanitaria gestionada por el Servicio Andaluz de Salud, ubicada en la ciudad española de Granada.
Es uno de los seis hospitales regionales de la comunidad, es decir, uno de los hospitales de mayor rango dentro del Sistema Sanitario Público de Andalucía.
Es referente nacional en cirugía facial y a nivel regional es pionero en el diagnóstico y seguimiento de la gripe estacional, en el desarrollo de nuevos tratamientos de reproducción asistida y en tratar arritmias con imagen 3D.
La Universidad de Granada es la institución académica afiliada al complejo hospitalario.

## Área de influencia

Mapa sanitario de la provincia

Dentro del Sistema Sanitario Público de Andalucía, está catalogado como hospital regional y como tal, además de dar servicio al área norte de la provincia de Granada, abarca también al resto de la provincia granadina, así como las provincias de Jaén y Almería. A nivel regional ofrece especialidades concretas, como neurocirugía.

## Centros sanitarios

### Hospitales
El complejo sanitario comprende los siguientes hospitales:
- Hospital General. Fue ejecutado dentro del Plan de Instalaciones del Instituto Nacional de Previsión, con proyecto del arquitecto Aurelio Botella Enríquez, para su integración en la red del entonces Seguro Obligatorio de Enfermedad, donde se identificaba como Residencia Sanitaria de Granada. En 1950, el Instituto adquirió los terrenos para su construcción, el 14 de junio de ese año se colocó la primera piedra del edificio y la inauguración oficial se realizó el 26 de septiembre de 1953, por el yerno de Franco, Cristóbal Martínez-Bordiú. En sus inicios fue denominada como Residencia Sanitaria de la Seguridad Social Ruiz de Alda, en homenaje al aviador y militar Julio Ruiz de Alda. En 1986, pasó a denominarse Hospital General de Espacialidades Virgen de las Nieves, posteriormente en 1996, Complejo Hospitalario Virgen de las Nieves y a finales de 1996 Hospital Universitario Virgen de las Nieves.[7])
- Hospital de Rehabilitación y Traumatología
- Hospital Materno-Infantil
- Hospital Provincial San Juan de Dios

### Centros de consultas externas
- C.P.E. Cartuja de Granada
- C.P.E. de Loja
- C.P.E. Zaidín de Granada
- Centro Licinio de la Fuente de Granada

### Centros de salud mental
- Comunidad Terapéutica de Salud Mental San Cecilio
- Comunidad Terapéutica de Salud Mental V. de las Nieves
- Hospital de Día de Salud Mental Virgen de las Nieves
- Unidad de Hospitalización de Salud Mental San Cecilio
- Unidad de Hospitalización de Salud Mental Virgen de las Nieves
- Unidad de Rehabilitación de Salud Mental San Cecilio
- Unidad de Salud Mental Comunitaria Atarfe
- Unidad de Salud Mental Comunitaria Cartuja
- Unidad de Salud Mental Comunitaria Loja
- Unidad de Salud Mental Comunitaria Santa Fe
- Unidad de Salud Mental Comunitaria Zaidín
- Unidad de Salud Mental Infanto-Juvenil Virgen de las Nieves

### Centros de diálisis
- Hospital del Campus

## Unidades y servicios
Como hospital regional, reúne en su cartera de servicios todas las especialidades médicas ofertadas por el Sistema Nacional de Salud.

### Unidades de gestión clínica[8]

#### Atención Hospitalaria
| - Angiología y cirugía vascular - Aparato Digestivo - Bloque quirúrgico, medicina perioperatoria y unidad del dolor (anestesia y reanimación) - Cardiología - Cirugía Alta Precoz - Cirugía cardiaca - Cirugía general - Cirugía maxilofacial - Cirugía plástica - Cirugía torácica - Cuidados críticos y urgencias - Dermatología - Endocrinología, nutrición y dietética - Enfermedades infecciosas | - Farmacia - Física y protección radiológica - Hematología - Laboratorio clínico - Medicina interna - Medicina nuclear - Médico quirúrgica de la infancia (cirugía pediátrica y pediatría) - Microbiología - Nefrología - Neumología - Neurociencias (neurocirugía y neurología) - Neurofisiología - Obstetricia y ginecología - Oftalmología - Oncología (médica y radioterápica) | - Otorrinolaringología - Pediatría - Radiodiagnóstico - Rehabilitación - Reumatología - Salud mental - Traumatología - Urología |

#### Provinciales
- Anatomía Patológica: con distrito sanitario Granada - Metropolitano, A.G.S. Sur de Granada y A.G.S. Nordeste de Granada
- Medicina Preventiva, Vigilancia y Promoción de la salud: con Distrito Sanitario Granada - Metropolitano, A.G.S. Sur de Granada y A.G.S. Nordeste de Granada

### Centros, Servicios y Unidades de Referencia del Sistema Nacional de Salud (CSUR)
- Epilepsia refractaria[9]
- Trasplante renal cruzado
- Cirugía de los trastornos del movimiento

### Unidades y procesos de referencia en Andalucía
- Trasplante renal cruzado
- Epilepsia refractaria
- Técnica Qº de Estimulación Cerebral Profunda
- Trastornos de Movimiento
- Laboratorio de alta seguridad biológica
- Meningitis y Encefalitis Virica
- Vigilancia y Detección de Brotes Viricos
- RHA con Donación externa de ovocitos
- Criopreservación de ovocitos
- Radiocirugía Estereotáxica
- RHA en pacientes con enfermedades infecciosas
- Medicina Fetal
- Neuroradiocirugía Intervencionista
- Unidad de Arritmias Infantil
- Unidad de Lesionados Medulares
- Unidad de Columna
- Unidad de Tumores Óseos y Unidad Infecciones Óseos
- Unidad Ortopedia Infantil
- Unidad Fisura y Labio Palatina
- Banco de Leche
- Fabricación de Metadona
- Unidad de Farmacogenética
- Elaboración de Medicamentos para Ensayos Clínicos

### Unidades acreditadas por laAgencia de Calidad Sanitaria de Andalucía(ACSA)
- Anatomía Patológica
- Cirugía General
- Cirugía de Alta Precoz
- Farmacia
- Ginecología y Obstetricia
- Laboratorio de Hematología
- Laboratorio de Microbiología
- Médico Quirúrgica de la Infancia (Pediatría y Cirugía Pediátrica)
- Urología
- Unidad de Formación continuada
- Unidad de Investigación

## Actividad asistencial 2014[10]

### Hospitalización
| Camas utilizadas (media anual) | 1369    |
| Ingresos programados           | 22 275  |
| Ingresos urgentes              | 30 158  |
| Ingresos totales Admisión      | 52 433  |
| Estancia media                 | 7,16    |
| Porcentaje de ocupación        | 75,15 % |

### Consultas externas
| Primeras Consultas         | 410 450   |
| Consultas sucesivas        | 645 450   |
| Consultas Externas totales | 1 055 900 |

### Urgencias
| Centro                                     | Urgencias no ingresadas | Ingresos urgentes | Urgencias totales |
| ------------------------------------------ | ----------------------- | ----------------- | ----------------- |
| Hospital General                           | 84 289                  | 8941              | 93 230            |
| Hospital Materno Infantil                  | 69 365                  | 4733              | 74 098            |
| Hospital de Rehabilitación y Traumatología | 72 124                  | 3788              | 75 912            |
| Hospital Clínico San Cecilio               | 125 009                 | 12 696            | 137 705           |
| Total                                      | 350 787                 | 30 158            | 380 945           |

| Media de urgencias por día                    | 1044   |
| Porcentaje de ingresos por urgencias atendida | 7,92 % |

### Intervenciones quirúrgicas
| Intervenciones programadas                    | 14 843 |
| Intervenciones urgentes                       | 10 101 |
| Cirugía Mayor Ambulatoria                     | 14 175 |
| Resto Cirugía Mayor Ambulatoria               | 7414   |
| Intervenciones totales                        | 46 533 |
| Estancia media preoperatoria                  | 0,33   |
| Índice de suspensión de quirófanos            | 1,96 % |
| Índice de Resolución de Hospital de Día (CMA) | 65,91  |

### Partos
| Cesáreas totales    | 1316 |
| Partos vaginales    | 4679 |
| Partos con epidural | 3973 |
| Partos totales      | 5995 |